# Scottsville (Virginia)
Stanley város az USA Virginia államában, Fluvanna megyében. Lakosainak száma 524 fő (2020. április 1.).

## Népesség
A település népességének változása:

| 2010 | 566 |
| 2020 | 524 |